# Zamet
Zamet (italienska: Zamét) är ett lokalnämndsområde och stadsdel i Rijeka i Kroatien. Tillsammans med lokalnämndsområdet Gornji Zamet (Övre Zamet) utgör Zamet vad som i folkmun vanligtvis gemensamt kallas stadsdelen Zamet.    

## Geografi
Zamet är belägen i västra Rijeka och gränsar till lokalnämndsområdena Kantrida i söder och väster, Srdoči, Grbci och Gornji Zamet i norr samt Pehlin och Sveti Nikola i öster.   

## Byggnader (urval)
- Zamet sporthall
- Zamets grundskola